# Comuna Hurînivka, Bilopillea
Hurînivka (în ucraineană Гуринівка) este o comună în raionul Bilopillea, regiunea Sumî, Ucraina, formată din satele Bublîkove, Hîrine, Hurînivka (reședința), Kandîbîne, Mareanivka, Morocea, Novoivanivka, Oleksenkî, Stepanivka și Vasîlivșciîna.

## Demografie
Componența lingvistică a comunei Hurînivka
     Ucraineană (96,07%)
     Rusă (3,56%)
     Alte limbi (0,24%)
Conform recensământului din 2001, majoritatea populației comunei Hurînivka era vorbitoare de ucraineană (96,07%), existând în minoritate și vorbitori de rusă (3,56%).